# Командний пункт

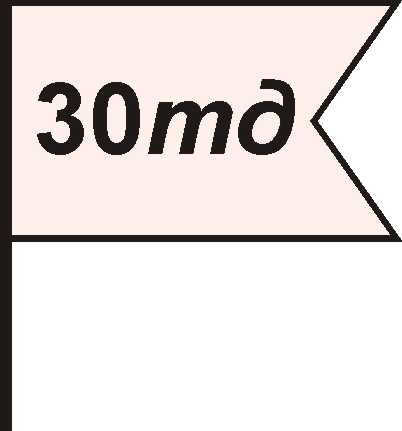
Умовне позначення на робочих картах командного пункту танкової дивізії (вживався за радянських часів та на пострадянському просторі)

Кома́ндний пункт (КП) — основний пункт, з якого здійснюється управління військами (силами) в ході підготовки та ведення бойових дій. Створюється в частинах, з'єднаннях і об'єднаннях усіх видів збройних сил сучасних армій.
КП можуть бути рухомими й стаціонарними. У сухопутних військах і військово-повітряних силах звичайно створюються рухомі командні пункти, які розміщаються в командно-штабних машинах, літаках (вертольотах), залізничних вагонах, а стаціонарні — у спеціально обладнаних й оснащених та, як правило, заглиблених у землю, надійно захищених і замаскованих фортифікаційних спорудах.
У військово-морських силах на кораблях 1, 2, 3 ранги є головний КП, КП бойових частин і служб, а на інших кораблях — КП корабля.
Інші види збройних сил, як правило, створюють стаціонарні командні пункти захищеного типу. Для вищого військово-політичного керівництва в деяких країнах створюється кілька командних пунктів: стаціонарні — у спеціально обладнаних підземних (наземних) спорудах; рухомі — на кораблі, у потязі, на літаку.
Командні пункти розгортаються на такому напрямку й видаленні від лінії фронту, звідки забезпечується надійне управління військами (силами), а також підтримка безперебійного зв'язку з пунктами управління взаємодіючих підрозділів (частин, з'єднань) і вищестоящого штабу. На КП із командиром (командувачем) перебувають його заступники, основний склад штабу, начальники родів військ і служб зі своїми органами управління. Вони безпосередньо беруть участь у керівництві військами (силами) і складають основний елемент КП — групу управління або командну групу. Роботу цієї групи забезпечують підрозділи зв'язку, охорони й обслуговування із технічними засобами. Із цих підрозділів також організується вузол зв'язку й група обслуговування. У деяких видах збройних сил на КП можуть працювати чергові бойові розрахунки.
При розташуванні на місцевості всі елементи КП розміщаються потай, розосереджено, з дотриманням заходів маскування й оборони. Для захисту КП від зброї масової ураження звичайно використовуються укриття природного походження — яри, ущелини, підземні виробітки і таке інше. При наявності часу можуть створюватися додаткові інженерні споруди.
Час і місце розгортання командних пунктів вказує командир (командувач), а в окремих випадках — вищестоячий штаб. Переміщення командного пункту (зміна його району) здійснюється з дозволу вищестоящого начальника, і так, щоб не порушувалося управління військами (силами): в об'єднаннях воно звичайно проводиться двома ешелонами, а в з'єднаннях (частинах) одним. Роботу КП по збору й узагальненню даних обстановки, підготовці пропозицій за рішенням, плануванню бойових дій, доведенню завдань до військ і інше організовує начальник штабу. Він очолює командний пункт під час відсутності на ньому командира (командувача).
Для управління військами (силами) у ході перегрупування, розгортання й бойових дій зі складу КП можуть виділятися передовий пункт управління (ППУ) або повітряний пункт управління (ПвПУ), які є елементами командного пункту.